# Institut autrichien
L'Institut autrichien ((de) Österreich Institut GmbH) est un organisme au service de la politique culturelle internationale de l'Autriche, par des cours de langue allemande donnés à l'étranger et par l’élaboration de matériaux pour l'enseignement de l'allemand et de la culture autrichienne. 

## Implantations
L'Institut autrichien a été créé en 1997, initialement pour reprendre les services de cours d'allemand donnés antérieurement notamment par des ambassades et consulats d'Autriche. 
Aujourd'hui, il existe à Belgrade, Brno, Bratislava, Budapest, Cracovie, Ljubljana, Rome, Varsovie et Wrocław. Il a également donné une licence pour utilisation de son label à Istanbul.